# تخم‌مرغ چای
تخم‌مرغ چای یک غذای خوشمزه چینی است که معمولاً به عنوان تنقلات فروخته می‌شود. در این روش، یک تخم‌مرغ آب‌پز کمی ترک می‌خورد و سپس دوباره در چای و سس یا ادویه‌ها جوشانده می‌شود. این غذا به نام تخم‌مرغ مرمری نیز شناخته می‌شود زیرا ترک‌های موجود در پوسته تخم‌مرغ خطوط تیره‌ای ایجاد می‌کنند که الگوهای شبیه به مرمر دارند. این غذا معمولاً توسط دست‌فروشان یا در بازار شب در اکثر جامعه‌های چینی در سرتاسر جهان فروخته می‌شود، و همچنین در رستوران‌های آسیایی سرو می‌شود. اگرچه این غذا از چین نشأت گرفته و به‌طور سنتی با آشپزی چینی مرتبط است، اما دستورهای مشابه و تنوع‌های دیگری در سرتاسر آسیا توسعه یافته‌اند. تخم‌مرغ چای در استان ژجیانگ به عنوان روشی برای نگهداری غذا برای مدت طولانی ایجاد شده است، اما اکنون در تمام استان‌ها یافت می‌شود.

## آماده‌سازی

### روش سنتی
تخم‌مرغ‌های معطر و خوش‌طعم یک غذای سنتی چینی هستند. دستور اصلی از ادویه‌های مختلف، سس سویا و برگ‌های چای سیاه استفاده می‌کند. یکی از ادویه‌های رایج برای طعم‌دهی به تخم‌مرغ‌های چای، پودر پنج ادویه چینی است که شامل دارچین آسیاب‌شده، ستاره انیس، دانه‌های رازیانه، میخک و فلفل سیچوان است. برخی از دستورها از برگ‌های چای استفاده نمی‌کنند، اما همچنان به آن‌ها «تخم‌مرغ چای» گفته می‌شود. در روش سنتی تهیه، تخم‌مرغ‌ها تا زمانی که به حالت پخته و سخت برسند، آب‌پز می‌شوند. تخم‌مرغ‌های آب‌پز از آب خارج می‌شوند و تمام پوسته هر تخم‌مرغ به آرامی در اطراف ترک می‌خورد. روش ترک‌خوردن ویژگی رسمی در این دستور سنتی تخم‌مرغ است. ترک‌های کوچک‌تر، مرمرنگاری بیشتری تولید می‌کنند که هنگام پوست‌کنی تخم‌مرغ برای خوردن قابل مشاهده است. آب اضافی از جوشاندن به آرامی از تخم‌مرغ‌ها خارج می‌شود. پس از حدود ده دقیقه، تخم‌مرغ‌های ترک‌خورده آماده هستند تا در مایع چای ادویه‌دار آماده شده قرار بگیرند و بر روی حرارت متوسط به آرامی پخته شوند. این پختن به مایع ادویه‌دار اجازه می‌دهد تا به ترک‌ها نفوذ کرده و تخم‌مرغ‌ها را درون پوسته‌هایشان مارینه کند. پس از حدود بیست دقیقه، تخم‌مرغ‌ها و مایع به یک ظرف شیشه‌ای یا سرامیکی منتقل می‌شوند تا برای مدت بیشتری در یخچال خیس بخورند. برای بهترین نتیجه، تخم‌مرغ‌ها باید حداقل چند ساعت خیس بخورند. رنگ تیره چای ادویه‌دار به تخم‌مرغ اثر مرمری می‌دهد که هنگام پوست‌کنی برای خوردن قابل مشاهده است.

### روش سریع

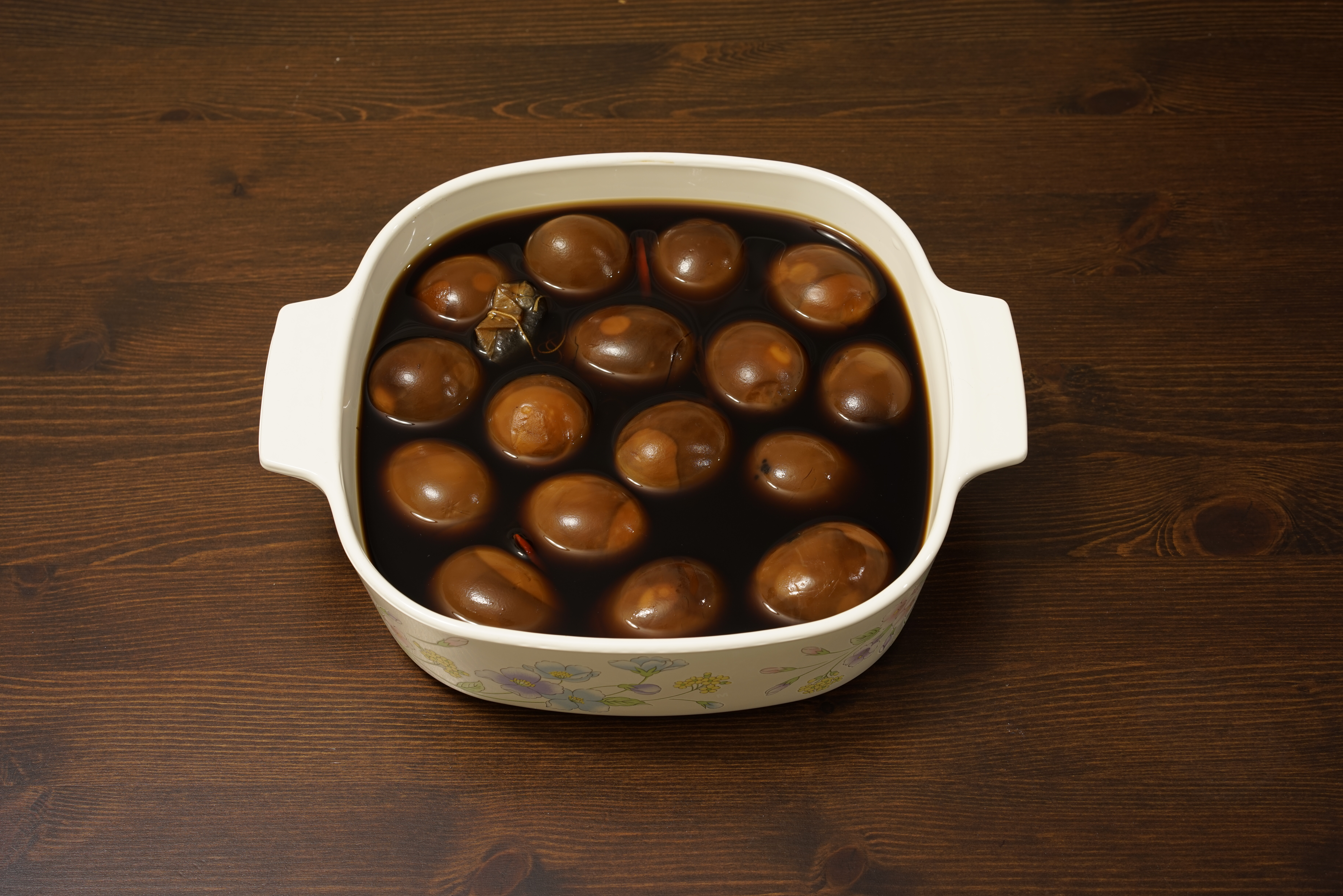
در روش سریع، پوسته قبل از خیساندن برداشته می‌شود.

روش دیگری برای تهیه تخم‌مرغ چای این است که تخم‌مرغ‌ها را تا زمانی که به‌طور کامل پخته شوند، آب‌پز کرده و سپس تخم‌مرغ‌های آب‌پز را از پوسته‌هایشان خارج کرده و اجازه دهند در مخلوط چای ادویه‌دار با حرارت کم‌کمی بیشتر خیس بخورند. تخم‌مرغ‌ها و مایع از حرارت برداشته می‌شوند و به یک ظرف شیشه‌ای یا سرامیکی منتقل می‌شوند تا برای مدت بیشتری خیس بخورند. این روش زمان خیس‌خوردن کمتری نسبت به روش سنتی نیاز دارد؛ با این حال، تخم‌مرغ بدون اثر مرمری ناشی از روش سنتی ترک‌خوردن، از نظر بصری کمتر جذاب است. تخم‌مرغ‌ها را می‌توان در هر زمانی خورد. هرچه بیشتر اجازه دهید خیس بخورند، طعم غنی‌تری خواهند داشت. تخم‌مرغ چای ایده‌آل باید تعادلی بین طعم طبیعی تخم‌مرغ و طعم ادویه‌ها داشته باشد.
این نوع تخم‌مرغ چای بسیار مشابه تخم‌مرغ سویا است.

## ظاهر و طعم

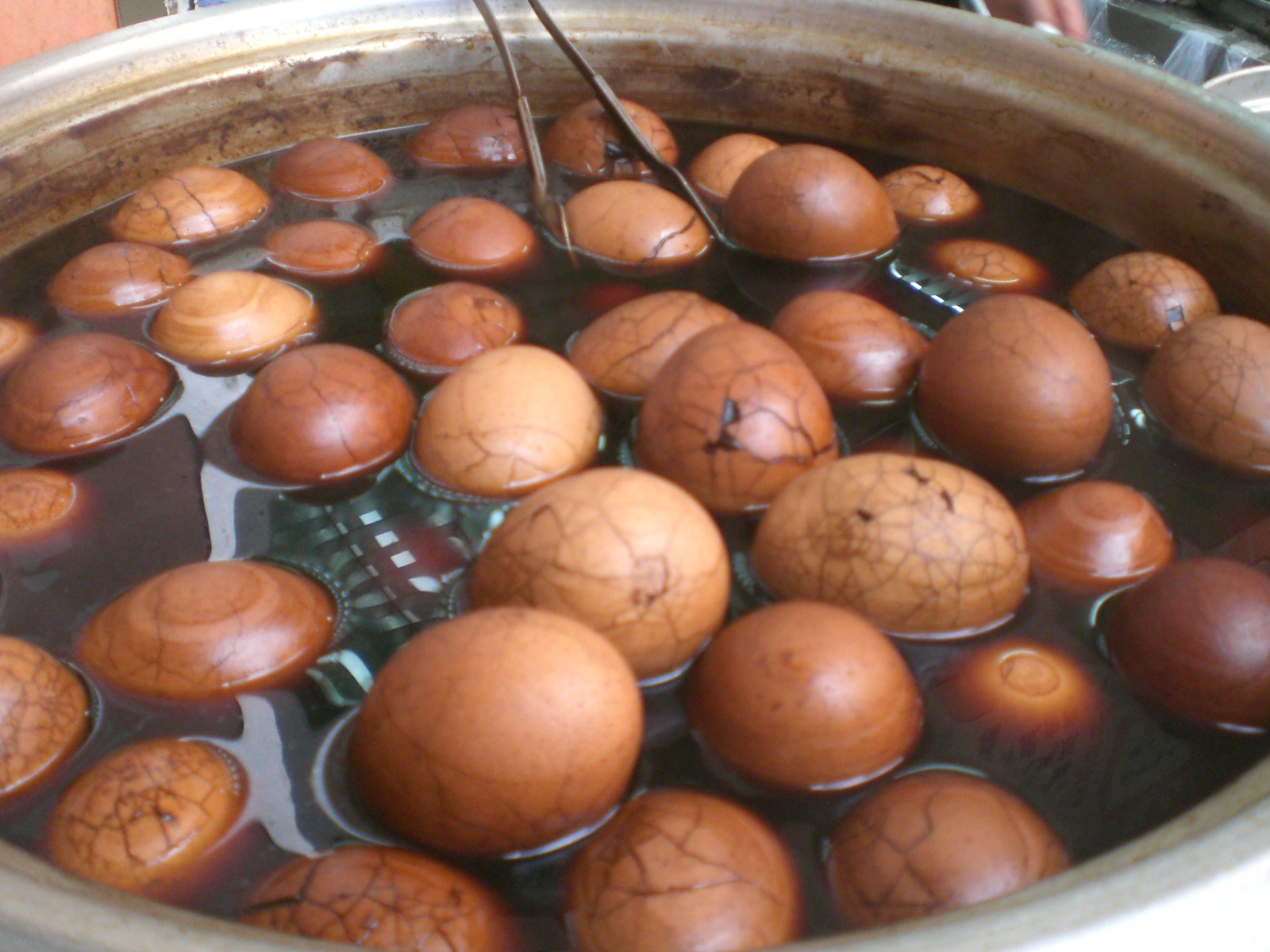
یک دسته تخم‌مرغ چای با پوسته‌های آن که هنوز در دم کرده ادویه و چای خیس شده است.

زمانی که پوسته تخم‌مرغ کنده می‌شود، تخم‌مرغ دارای نواحی قهوه‌ای روشن و تیره، با یک رنگ قهوه‌ای میانه در امتداد ترک‌های پوسته است. زرده تخم‌مرغ در تمام قسمت‌ها زرد است، هرچند تخم‌مرغ‌های بیش از حد پخته شده ممکن است یک لایه خاکستری نازک و بی‌ضرر داشته باشند در حالی که هسته همچنان زرد معمولی است. طعم تخم‌مرغ به نوع و قدرت چای و همچنین تنوع ادویه‌های استفاده شده بستگی دارد. پودر پنج ادویه طعمی خوشمزه و کمی شور به سفیده تخم‌مرغ اضافه می‌کند و چای طعم زرده را به خوبی نمایان می‌سازد.

## منطقه ای

### چین

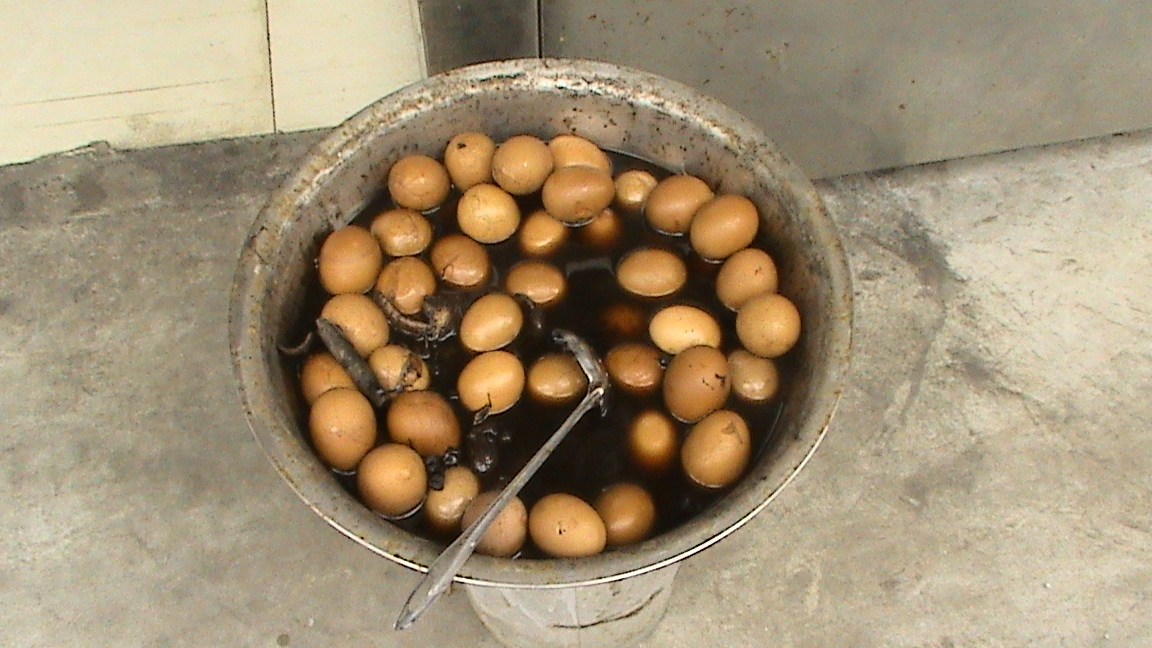
تخم‌مرغ چای را در یک کاسه فلزی روی منبع حرارت قرار داده شده است.

در چین، تخم‌مرغ چای یک غذای خانگی است. همچنین توسط فروشگاه‌ها، رستوران‌ها و فروشندگان خیابانی فروخته می‌شوند. این یک غذای خیابانی محبوب به حساب می‌آید که معمولاً حدود ۲ یوان چین قیمت دارد.

### تایوان
در تایوان، تخم‌مرغ چای یکی از لوازم فروشگاه‌های رفاهی است. تنها از طریق زنجیره ۷-ایلون، به‌طور متوسط ۴۰ میلیون تخم چای در سال فروخته می‌شود. در سال‌های اخیر، تولیدکنندگان عمده تخم‌مرغ چای به میوه‌ها و دیگر تخم‌مرغ‌های طعم‌دار مانند تمشک، زغال اخته و تخم مرغ اردک شور تبدیل شده‌اند.

### اندونزی
در اندونزی، تخم‌مرغ‌های چای در غذاهای بومی اندونزی به‌عنوان telur pindang پذیرفته شده و مواد تشکیل دهنده نیز کمی تغییر کرده‌اند. تلور پیندانگ تخم مرغ‌های آب‌پز سفت با ادویه، نمک و سس سویا است. با این حال، به جای چای سیاه، نسخه اندونزیایی از پوست باقیمانده موسیر، برگ‌های ساج، یا برگ‌های گواوا به عنوان رنگ‌های قهوه‌ای تیره استفاده می‌کند. تلور پیندانگ معمولاً در اندونزی یافت می‌شود، اما در جاوه و سوماترای جنوبی شیوع بیشتری دارد. تلور پیندانگ اغلب به عنوان بخشی از تومپنگ، ناسی کونینگ یا ناسی کامپور سرو می‌شود. در یوگیاکارتا تلور پیندانگ اغلب با ناسی گودگ یا فقط برنج بخارپز داغ سرو می‌گردد.

### مالزی
تخم‌مرغ پیندانگ (نوع مالزیایی دستور تخم‌مرغ چای) گفته می‌شود که ریشه‌های آن به ایالت جوهر برمی‌گردد، جایی که این غذا محبوب‌ترین است، اما می‌توان آن را در سایر نقاط شبه‌جزیره مالایی نیز پیدا کرد. این غذا حتی دارای زیرگونه‌هایی از دستور سنتی جوهری در بسیاری از مناطق جنوبی دیگر است. تخم‌مرغ پیندانگ یک غذای گاه‌به‌گاه است که نیاز به زمان و کار زیاد دارد و تنها در مناسبت‌های خاص مانند عروسی‌ها سرو می‌شود. اما امروزه، تأمین‌کنندگان تجاری تخم‌مرغ پیندانگ در سطح کشور وجود دارند.